# 赵昶 (唐朝)
赵昶（843年—895年），字大东，唐朝陈州人，赵犨的二弟。
赵昶少习兵事，沉厚有度，临事通变。赵犨为陈州刺史，以赵昶为防御都指挥使。黄巢部将孟楷率领万余众据项城县，赵昶与赵犨领兵击破，擒获孟楷。数月后，黄巢军攻陈州，以报孟楷之仇。一天晚上，赵昶在城墙上巡视打盹，恍惚如有人暗助，赵昶等待。黎明，开门决战，人心兵势，勇不可遏。当天，擒获敌将数人，斩首千余级。其后连日交战，无不顺利，未尝小败，重围数月，军心如一。敌败围解，朝廷纪勋，当时方镇之内，以忠勇、守御、功勋、政事，赵犨、赵昶为第一。赵犨遥领泰宁军节度使，赵昶为陈州刺史、检校尚书右仆射。赵犨得病，以军州尽付赵昶。唐昭宗授其为兵马留后，升任忠武军节度使，以陈州为治所。当时秦宗权未灭，陈州、蔡州相连，赵昶每选精锐，深入蔡州。朝廷加授检校司徒。赵昶留心政事，劝课农桑。景福元年（892年）秋，陈州、许州将吏耆老将他的功劳表奏天子，皇帝命文臣撰写德政碑立于道路，以表彰其功。加同中书门下平章事。赵昶自解围之后，说：“不敢忘梁王之恩。”之后朱温有征伐，赵昶训练兵士，运送军需，无所不至。乾宁二年（895年）得病，在陈州去世，终年五十三岁，追赠太尉。其弟趙珝代立。